# Imany
Nadia Mladjao, mais conhecida por seu nome de palco Imany, é uma cantora de Afro soul nascida em França em 1979. Seu nome de palco significa “fé” em suaíli.

## Biografia
Quando jovem, foi uma atleta de salto em altura promissora, tornando-se posteriormente uma modelo para a Ford Models europeia. Como modelo, viveu por mais de seis anos nos Estados Unidos, antes de voltar para a França e investir em sua carreira na música.
Atualmente, a cantora vive entre os EUA e a França.

## Discografia

### Álbuns
| Ano  | Álbum                       | Parada musical | Parada musical | Certificação |
| Ano  | Álbum                       | FR             | POL            | Certificação |
| ---- | --------------------------- | -------------- | -------------- | ------------ |
| 2011 | The Shape of a Broken Heart | 19             | 38             | FR: Ouro     |

### EPs
- 2010: Acoustic Sessions

### Singles
| Ano  | Single                | Parada musical | Certificação | Álbum |
| Ano  | Single                | FR             | Certificação | Álbum |
| ---- | --------------------- | -------------- | ------------ | ----- |
| 2011 | "You Will Never Know" | 26             |              |       |